# Chiesa della Santa Croce (Bassano del Grappa)
La chiesa della Santa Croce è la parrocchiale di Campese, frazione di Bassano del Grappa (VI); è compresa nella diocesi di Padova.

## Storia

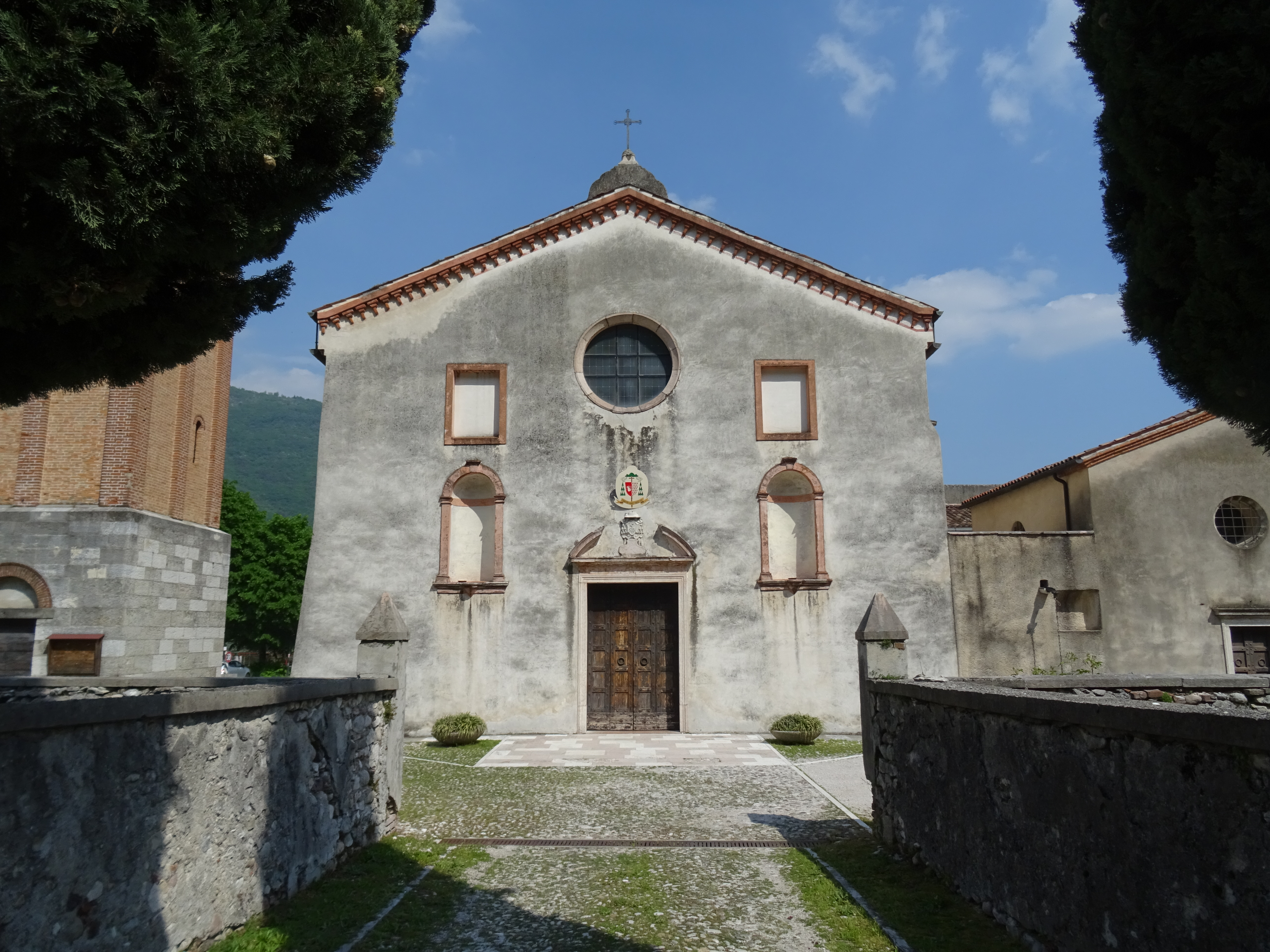
Facciata

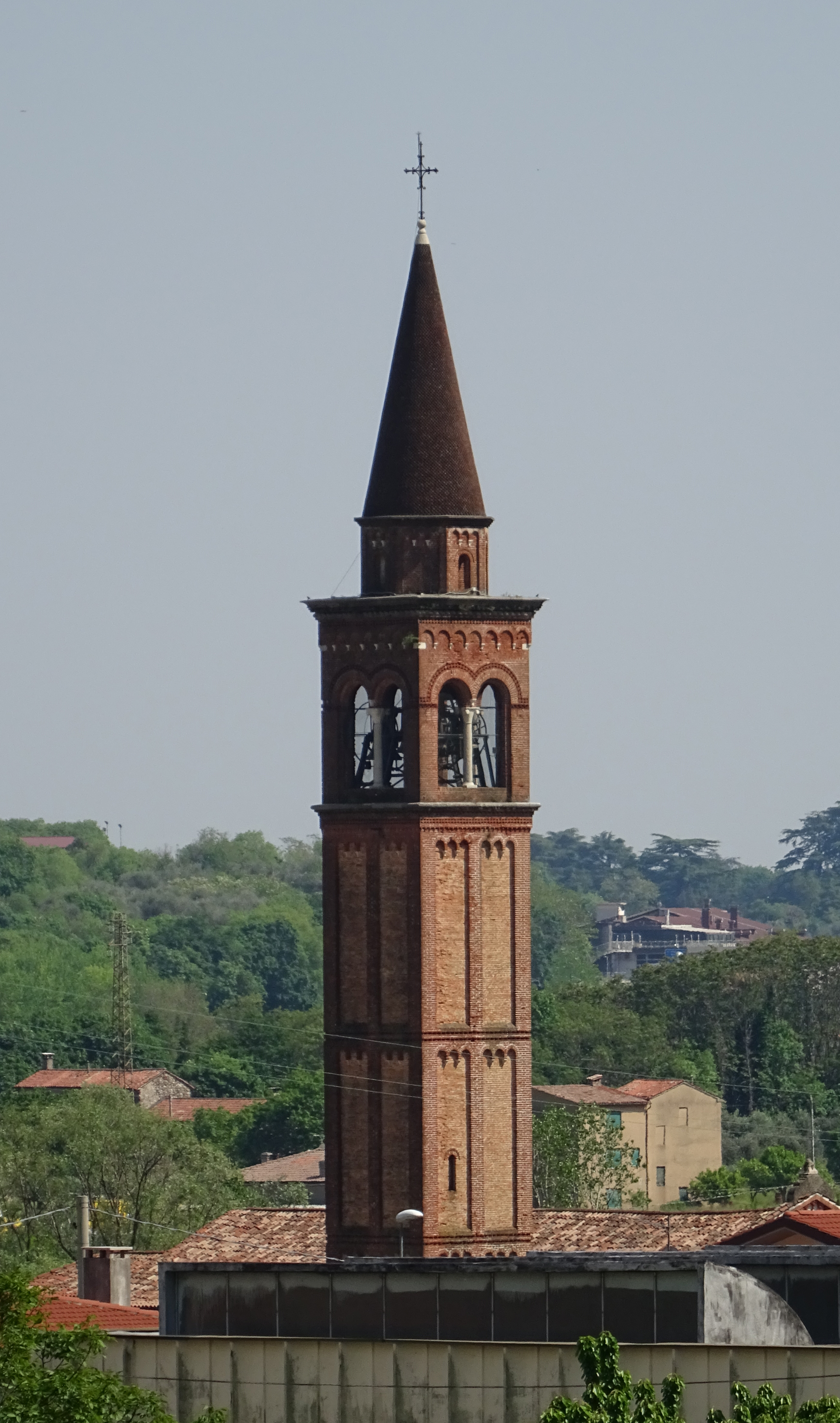
Campanile

La fase più antica della chiesa è strettamente collegata con quella del monastero di Campese.

La chiesa di Campese divenne parrocchiale nel 1477, anno in cui la parrocchialità fu quivi trasferita dall'antico oratorio di San Martino. Filiali di Campese erano le chiese di Foza, Valstagna, Cismon, Campolongo sul Brenta e Oliero. Nel 1488 la chiesa venne ristrutturata.
Nel 1786 il monastero fu soppresso, la chiesa passò al clero diocesano e ricevette il titolo di arcipretale. 
Alla fine del XIX secolo la chiesa cambiò aspetto in seguito ad un importante restauro. L'edificio del monastero fu adibito a canonica.

## Struttura
La relazione della visita vescovile del 1488 ci dà delle preziose notizie che ci permettono di risalire più in là nella storia architettonica della chiesa e di parte del monastero.
“Quello stesso giorno il vescovo, traversata a guado la Brenta, visitò  il monastero di Santa Croce di Campese [...] il luogo è  ampio con molti e grandi edifici e (un tempo) vi abitavano molti monaci.  La chiesa ha tre absidi (cubas) rivolte ad oriente e ne aveva altre due: una rivolta a mezzodì, l'altra a settentrione, di modo che l'edificio aveva in sé una certa qual forma di croce (ita ut quandam formam crucis cum se feret edificatio). Queste due absidi (cube) sono state demolite e le pareti, dove c'era l'ingresso alle absidi, sono state murate. [...] La navata è  lunga e grande, ma aperta ai venti e i numerosi colombi che nidificano sul tetto coprono il pavimento di escrementi e piume. Ci sono tre altari nelle tre absidi, tutti consacrati; presso la chiesa c'è  un oratorio (sacellum) con un altare consacrato, abbastanza ampio, pavimentato, dove i monaci celebrano l'ufficio divino. Vi è  un giardino recintato da mura esteso più o meno per cinque jugeri, un orto, un altro giardino, cortili. Vi è poi un chiostro con il refettorio, la cella vinaria, il granaio, la cucina, poi la foresteria e il dormitorio..."

La chiesa quindi aveva 5 absidi, ciascuna con il suo altare consacrato, e davano alla chiesa “una certa qual forma di croce”; anticamente quindi aveva un transetto vero e proprio e all'epoca della visita canonica del vescovo Pietro Barozzi il cantiere di riparazione e trasformazione era ancora aperto.
Altre informazioni sono emerse durante i lavori di restauro della navata quando furono levati gli strati di intonaco nella metà inferiore delle pareti e fu così possibile vedere la tessitura della muratura e lo stratificarsi dei vari interventi.

Sulla parete est originariamente si aprivano tre grandi archi: al centro il grande arco trionfale e ai fianchi altri due poggianti rispettivamente sulle pareti laterali stesse e sui due pilastri centrali.
I due grandi archi laterali erano l'ingresso rispettivamente alla parte Nord e Sud del transetto ora scomparso, di cui però rimangono delle tracce: a Nord presso la tomba di Teofilo Folengo è ancora visibile un resto di muratura che doveva appartenere al muro divisorio dell'abside Nord, a Sud invece è rimasta una testimonianza significativa nel grande arco, ora chiuso, che si vede nell'attuale vano scale dell'edificio Est. Questo arco poggia su due eleganti pilastri in pietra arenaria con lo zoccolo leggermente ed elegantemente sagomato, è quell'ingresso "ora chiuso" di cui parla il verbale e che introduceva all'abside Sud.

Sulla parete Ovest, oltre al rosone e all'entrata principale, si aprivano due finestre delle stesse dimensioni di quelle della parete Sud.
Anche la parete Sud era diversa; all'estremità di Sud-Est si apriva una porta (tuttora visibile) che metteva in comunicazione con la galleria orientale del chiostro; un'altra porta era aperta all'altra estremità della parete dove ora si trova la galleria che porta all'attuale battistero. Nella parte superiore della parete erano aperte solo tre finestre, in quanto le ultime due verso ovest non c'erano perché  là vi era addossata la parte superiore dell'ala ovest del monastero.

Sulla parete Nord non si apriva alcuna porta o finestra. 
Il prospetto della facciata era diverso dall'attuale.

L'analisi delle misure e della geometria dell'edificio ci porta ad ulteriori considerazioni su come è  stata progettata e costruita Santa Croce.
Innanzi tutto Santa Croce è  orientata, cioè  costruita con le absidi verso oriente e la navata sulla linea equinoziale. Già questa è una particolarità in quanto l'orientamento delle precedenti suddivisioni agrarie e degli edifici preesistenti è invece mediamente declinante di circa 14 gradi verso Nord rispetto alla linea equinoziale. Questo ci fa supporre che la tracciatura della chiesa e del monastero sia avvenuta con fini particolari.

## Interno
All'interno della chiesa di Campese si trovano diverse opere di pregio.
Tra queste si ricordano un affresco raffigurante Gesù crocifisso con un donatore (questo donatore sembrerebbe essere un religioso), dipinto nel 1517.
Coeva è la pala d'altare, il cui soggetto è La Madonna col Bambino attorniata dai Santi Scolastica, Benedetto da Norcia, Rocco, Caterina d'Alessandria e Giuliano, opera di Jacopo da Bassano.